# Атанас Кръстин
Атанас Кръстин е български дипломат и посланик на България в Руската федерация от април 2018 г.

## Биография
Роден е през 1958 г. в град Гоце Делчев. Средното си образование получава от немската гимназия в Пазарджик, по-късно се дипломира в специалност международни отношения в Университета за национално и световно стопанство (бакалавър) и в МГИМО в Москва (магистър).
От 1987 г. започва работа в Министерството на външните работи. В своята кариера преминава през всички дипломатически рангове от аташе до посланик. С указ на Президента от януари 2017 г. е назначен е за секретар по външната политика , а от април 2018 г. е посланик на България в Русия.